# Stefan Gustafsson (politiker)
För andra personer med samma namn, se Stefan Gustavsson
Stefan Carl-Gustaf Gustafsson, född 20 november 1958 i Hjälmseryds församling i Jönköpings län, är en svensk kristdemokratisk politiker. Han var 2000–2022 kommunstyrelsens ordförande i Sävsjö kommun.
Stefan Gustafsson växte upp i Rörvik och är son till tapetseraren Lajle Gustafsson och Ulla, ogift Andersson. Han var under 18 år ansvarig för dagverksamheten för psykiskt utvecklingsstörda i Stockaryd, innan han 2000 utsågs till kommunalråd och ordförande i kommunstyrelsen i Sävsjö kommun där han efterträdde moderaten Conny Gustafsson.
Gustafsson och är sedan 1988 gift med Annette Magnusson (född 1964).